# Uwe Falkenbach
Uwe Falkenbach ist ein deutscher Schauspieler.

## Filmographie
- 1972–1981: Das feuerrote Spielmobil
- 1973: Kain
- 1976: Die Wildente
- 1976–1979: Karl, der Gerechte
- 1977: Die Abenteuer des braven Soldaten Schwejk
- 1979: Tatort: Maria im Elend
- 1980: Die Weber
- 1979–1980: Die rote Zora und ihre Bande
- 1980: Das Feuerrote Spielmobil – Felix und Bruder Tom
- 1982: Schloß mit späten Gästen
- 1983: Der Feuersturm
- 1983: Das kalte Herz
- 1986: Hallo, ich bin der Erich
- 1987: Tatort: Die offene Rechnung
- 1987: Vom Glück verfolgt
- 1988: Feuersturm und Asche
- 1988: Geheime Reichssache
- 1991: Hier kocht der Chef
- 1997: Kowalsky
- 1997: Die Knickerbocker-Bande
- 1997: Ein idealer Kandidat
- 2001: Herzensfeinde
- 2003: Brüder II
- 2006: Mozart – Ich hätte München Ehre gemacht
- 2006: Heute heiratet mein Mann
- 2009: Geliebter Johann Geliebte Anna